# Мишићи врата
Мишићи врата се могу поделити на мускулатуру предње и задње стране врата. 
Мишићи предње стране врата су локализовани испред кичменог стуба и распоређени су у четири дубинска слоја: поткожни, површински, средњи и дубоки. Прва два слоја садрже само по један парни мишић, средњи слој сачињавају натхиоидни и потхиоидни мишићи (који се простиру од доње вилице преко подјезичне кости до горњег дела грудног коша), док дубоку мускулатуру граде преткичмени (унутрашњи) и скаленски (спољашњи) мишићи.
Мишићи задње стране су смештени иза вратног дела кичме и карактеристични су по томе што имају веома разнолико порекло, инервацију и улогу у организму. И код њих се разликују четири дубинска слоја: први (површински), други, трећи и четврти (дубоки) слој мускулатуре.